# Trimagnesiumdicitrat
Trimagnesiumdicitrat ist eine chemische Verbindung aus der Gruppe der Magnesiumcitrate.

## Eigenschaften
Trimagnesiumdicitrat ist ein weißer bis cremefarbener Feststoff, der in wasserfreier Form sehr gut, in hydratisierter Form weniger löslich in Wasser ist. Neben dem Nonahydrat beschreibt das Arzneibuch ferner Magnesiumcitrat-Dodecahydrat, ein Salz mit variablem Kristallwassergehalt Mg3(C6H5O7)2·n H2O, (n≈12) dem noch keine CAS-Nr. zugeordnet wurde. Es sind hierbei jeweils drei Magnesium-Ionen an zwei Citronensäure-Moleküle gebunden. In diesem Verhältnis von 3:2 liegt der Gehalt an elementarem Magnesium etwa bei 16 %.

## Verwendung
Trimagnesiumdicitrat wird als Abführmittel oder Nahrungsergänzungsmittel verwendet.